# إميلي بيرغرين
إميلي بيرغرين (بالسويدية: Emelie Berggren)‏ هي لاعبة هوكي الجليد سويدية، ولدت في 15 سبتمبر 1982 في القديس يوحنا في تيرول في النمسا.

## وصلات خارجية
- إميلي بيرغرين على موقع EliteProspects.com (الإنجليزية)
- إميلي بيرغرين على موقع Eurohockey.com (الإنجليزية)
- إميلي بيرغرين على موقع أوليمبيديا (الإنجليزية)
- إميلي بيرغرين على موقع اللجنة الأولمبية السويدية (السويدية)